# General Alvear (Misiones)
General Alvear é um município argentino da província de Misiones, situado dentro do departamento Oberá. Se situa em uma latitude de 27° 25' sul e em uma longitude de 55° 10' oeste.
O município conta com uma população de 1.431, segundo o censo do ano 2001 (INDEC).